# Gačice
Gačice su naseljeno mjesto u Republici Hrvatskoj u Varaždinskoj županiji. 

## Zemljopis
Administrativno su u sastavu grada Ivanca. Naselje se proteže na površini od 5,20 km². 

## Stanovništvo
Prema popisu stanovništva iz 2001. godine u Gačicama živi 387 stanovnika i to u 106 kućanstava. Gustoća naseljenosti iznosi 74,42 st./km².
| broj stanovnika | 258   | 277   | 286   | 370   | 424   | 491   | 457   | 493   | 540   | 547   | 497   | 440   | 427   | 396   | 387   | 355   | 289   |
|                 | 1857. | 1869. | 1880. | 1890. | 1900. | 1910. | 1921. | 1931. | 1948. | 1953. | 1961. | 1971. | 1981. | 1991. | 2001. | 2011. | 2021. |